# Лестер Стоуфен
Лестер Стоуфен (англ. Lester Stoefen; 30 березня 1911 — 8 лютого 1971) — колишній американський тенісист.
Найвищу одиночну позицію світового рейтингу — 9 місце досяг 1933 року (за даними П'єра Жіллу).
Перемагав на турнірах Великого шолома в парному розряді.
Завершив кар'єру 1942 року.

## Фінали турнірів Великого шолома

### Парний розряд (3 перемоги)
| Результат | Рік  | Турнір               | Покриття | Партнер    | Суперники                   | Рахунок              |
| --------- | ---- | -------------------- | -------- | ---------- | --------------------------- | -------------------- |
| Перемога  | 1933 | Чемпіонат США        | Трава    | Джордж Лот | Френк Шилдс Френк Паркер    | 11–13, 9–7, 9–7, 6–3 |
| Перемога  | 1934 | Вімблдонський турнір | Трава    | Джордж Лот | Жан Боротра Жак Брюньйон    | 6–4, 7–5, 6–1        |
| Перемога  | 1934 | Чемпіонат США        | Трава    | Джордж Лот | Вілмер Еллісон Джон Ван Рин | 6–4, 9–7, 3–6, 6–4   |

### Мікст (1 поразка)
| Результат | Рік  | Турнір        | Покриття | Партнер       | Суперники                 | Рахунок         |
| --------- | ---- | ------------- | -------- | ------------- | ------------------------- | --------------- |
| Поразка   | 1934 | Чемпіонат США | Трава    | Елізабет Раян | Гелен Джейкобс Джордж Лот | 6–4, 11–13, 2–6 |